# Mirvaux
Mirvaux è un comune francese di 148 abitanti situato nel dipartimento della Somme nella regione dell'Alta Francia.

## Società

### Evoluzione demografica
Abitanti censiti